# Robinhood Markets
Robinhood Markets, Inc. je americká společnost se sídlem v Menlo Parku ve státě Kalifornii. Společnost nabízí svým klientům možnost bezprovizního obchodování s akciemi a burzovními fondy (ETF) prostřednictvím mobilní aplikace, která byla představena v březnu 2015.
Robinhood je FINRA regulovaným brokerem registrovaným u Komise pro cenné papíry a burzy USA.

## Historie
Původním produktem Robinhood bylo obchodování s akciemi a burzovními fondy bez provize. V únoru 2016 Robinhood představila okamžité vklady, když se uživatelům okamžitě připisují vklady až do výše 1000 amerických dolarů.
V srpnu 2017 začala společnost nabízet akcie zdarma výměnou za přilákání nových uživatelů. V prosinci 2017 bylo zavedeno obchodování s opcemi. Služby které nejsou nabízeny zahrnují penzijní účty, podílové investiční fondy a dluhopisy.
V srpnu 2018 Robinhood přidala 250 vysoce poptávaných mezinárodních akcií.
V říjnu 2019 několik velkých brokerských společností jako jsou E-Trade, TD Ameritrade a Charles Schwab rychle oznámilo zrušení provize za obchodování. Jako důvod byla uvedena konkurence s Robinhoodem. V prosinci 2019 byla zavedena podpora nákupu drobných akcií a automatické reinvestice dividend.
V květnu 2020 byly zavedeny automatické opakující se investice.
Přístup k primární veřejné nabídce akcií byl otevřen v květnu 2021.